# جویریه خان
جویریه خان (اردو: جویریہ خان؛ زادهٔ ۱۴ مهٔ ۱۹۸۸) بازیکن کریکت زن اهل پاکستان است.